# Nsala starend naar de hand en voet van zijn dochter Boali

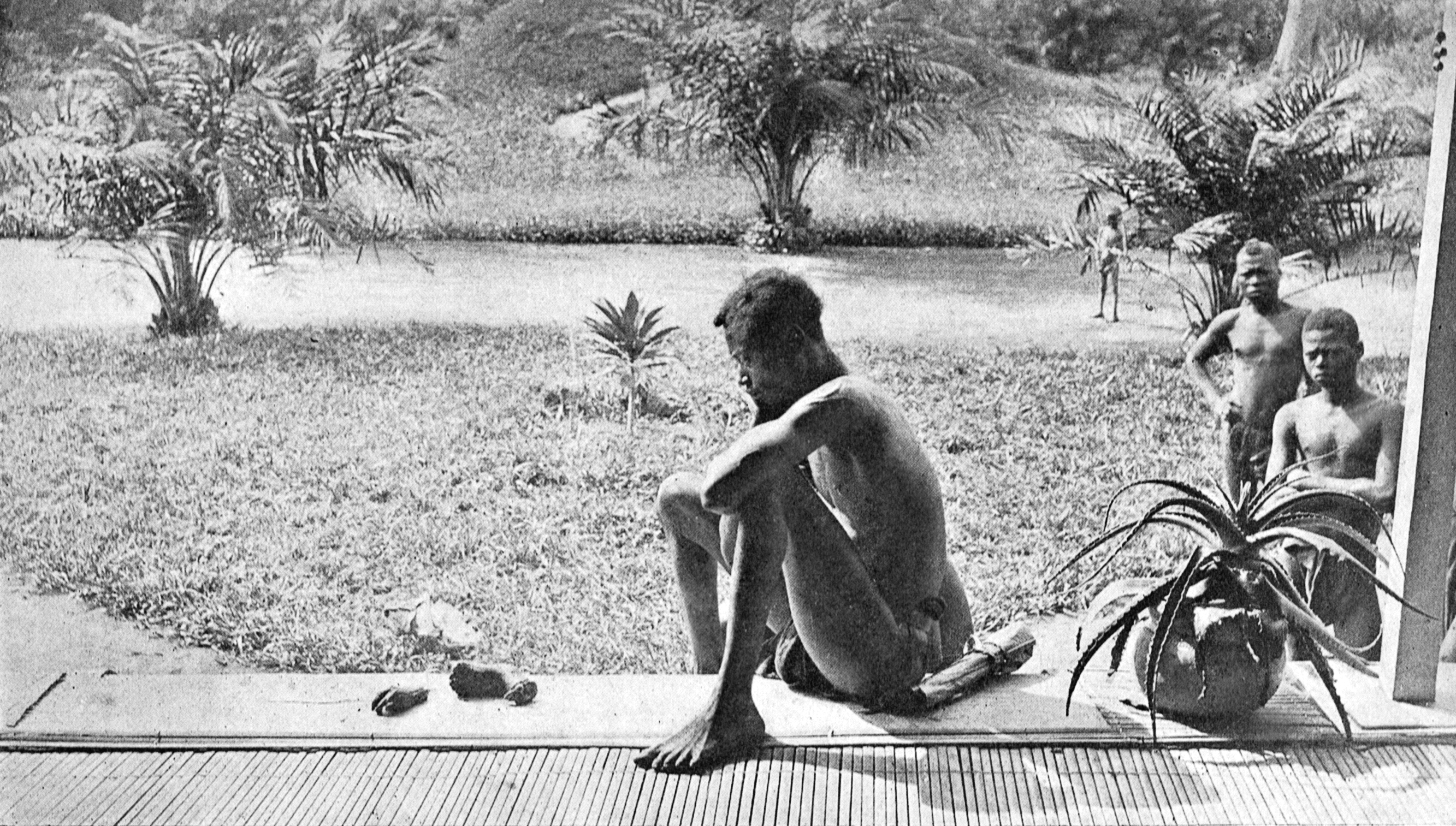
Foto zoals afgedrukt in Morels King Leopold’s Rule in Africa (1904)

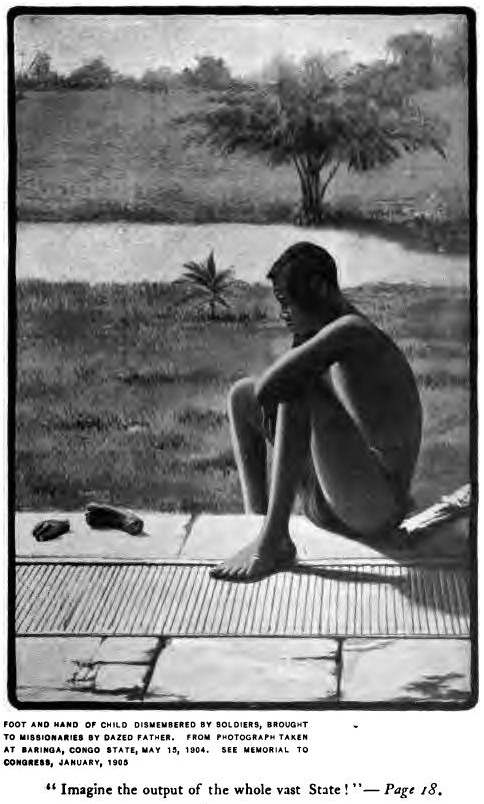
Uitsnede gebruikt in King Leopold's Soliloquy (1905)

De foto Nsala starend naar de hand en voet van zijn dochter Boali werd op 14 mei 1904 genomen door de Engelse zendelinge Alice Seeley Harris. Ze was gestationeerd in het dorp Baringa, diep in de Kongo-Vrijstaat. Die dag kwamen twee mannen de missiepost binnen en probeerden ze ontstellend nieuws over te brengen in hun Mongo-taal. De aanwezige missionarissen, Alice Harris en Edgar Stannard, begrepen dat de privémilitie van de Anglo-Belgian India Rubber Company (ABIR) weer eens een raid had uitgevoerd op een naburig dorp dat de rubberquota niet kon opbrengen. De mannen verklaarden dat ze uit Wala kwamen en op weg waren naar de ABIR-agent Raoul Van Calcken om de moordpartij in hun dorp aan te klagen. Een van hen, Nsala, had in bladeren gewikkeld bewijsmateriaal bij. De missionarissen vroegen om de inhoud te mogen zien en tot hun afschuw vonden ze een vers afgesneden hand en voet van een kind dat niet ouder dan vijf jaar kon zijn. Nsala zei dat dit alles was wat overbleef van zijn gekannibaliseerde dochtertje Boali.

## Achtergrond
ABIR was een van de maatschappijen die een groot gebied in concessie hadden gekregen voor rubberwinning. Het oogsten gebeurde door het inkerven van lianen die tot hoog in de bomen groeiden. Dit gevaarlijke werk werd overgelaten aan de mannelijke inlanders, die verplicht waren een jaarlijkse hoeveelheid op te brengen bij wijze van belasting (prestation). Dorpen die de quota niet haalden, kregen te maken met de sentinels van de concessiemaatschappij. Deze gewapende privé-milities werden gerekruteerd uit wilde stammen die vaak nog aan kannibalisme deden. Ze werden zelf verantwoordelijk gesteld voor tekorten en voerden een waar schrikbewind: afranselingen met de chicotte, gijzelneming, verkrachting, afhakken van handen, platbranden van dorpen en akkers.
Volgens Nsala had Wala op 13 mei 1904 te maken gekregen met zo'n terreuractie. Drie dagen vóór het verstrijken van de inleveringstermijn hadden vijftien ABIR-wachten met dragers het dorp aangevallen. Een tiental inwoners namen ze gevangen en anderen schoten ze neer met hun Albinigeweren, waaronder twee dorpshoofden en Nsala's vrouw Boningangoa, zijn 10-jarige zoon Esanga en zijn dochtertje Boali. De sentinels sneden de slachtoffers in stukken, kookten ze in potten en aten ze op. Het kookzout hadden ze zelf meegebracht. Nsala was erin geslaagd ongezien een hand en voet van Boali weg te nemen. Daarna was hij met deze menselijke resten op weg gegaan om ze te tonen aan de blanke man als bewijs.

## Beschrijving
De geschokte Alice Seeley Harris overtuigde Nsala om met de ledematen te poseren voor haar Kodak. Het beeld dat ze maakte, is van een sereniteit die scherp contrasteert met het drama dat eraan voorafging. Centraal zit Nsala in profiel op een veranda. Achter hem staat een cactus en op enige afstand twee mannen, de ene met de armen gekruist en de andere met de armen in de zij. Uitmaken wat de twee objecten zijn die vóór Nsala liggen, vergt enige inspanning van de kijker. Het dichtst bij hem ligt de voet - snijvlak naar de camera gekeerd - en even verderop de hand met de palm neerwaarts.
De dag na de opname had Alice Harris de foto ontwikkeld en getoond aan haar echtgenoot John, net terug uit Ikau. In een brief aan zijn directeur beschreef hij zijn verwachting met betrekking tot de impact van het beeld:

De foto is heel sprekend, en als projectie zal hij in elk publiek een uitbarsting van woede doen opwellen, de uitdrukking op het gezicht van de vader, de horror van de omstaanders, het stomme appèl van de hand en voet zullen tot de meest sceptischen spreken.
The photograph is most telling, and as a slide will rouse any audience to an outburst of rage, the expression on the father’s face, the horror of the by-standers, the mute appeal of the hand and foot will speak to the most skeptical.
— John Harris, brief van 19 mei 1904

Harris meldde de feiten aan Van Calcken en vroeg ze hem verslag uit te brengen. De vertegenwoordiger van het rubberbedrijf kwam bij hen langs om te zeggen dat de mannen bij hem waren geweest maar dat ze geen afgesneden ledematen hadden getoond. Dit werd tegengesproken door verschillende inlanders die aanwezig waren geweest.

### Primaire bronnen
- Brief van Alice Harris aan ABIR-agent Raoul Van Calcken, 15 mei 1904 (Mss. Brit. Emp. S19, D5/10)
- Brief van John Harris aan Dr. Harry Guinness, 19 mei 1904 (Mss. Brit. Emp. S19, D5/9)
- Brief van Rev. Edgar Stannard aan Dr. Harry Guinness, 21 mei 1904 (gereproduceerd in Edmund Dene Morel, King Leopold’s Rule in Africa, William Heinemann, London, 1904, blz. 442-451)

### Secundaire bronnen
- (en) Edmund Dene Morel, King Leopold’s Rule in Africa, W. Heinemann, London, 1904 - Lees op openlibrary.org
- Daniël Vangroenweghe, Rood rubber. Leopold II en zijn Kongo, Elsevier, 1985
- (en) Kevin Grant, "Christian Critics of Empire: Missionaries, Lantern Lectures, and the Congo Reform Campaign in Britain", in: Journal of Imperial and Commonwealth History, jaargang 29, 2001, nr. 2, blz. 27–58
- (en) T. Jack Thompson, Light on the Dark Continent: The Photography of Alice Seely Harris and the Congo Atrocities of the Early Twentieth Century, in: International Bulletin of Missionary Research, vol. 26, nr. 4, oktober 2002, blz. 146–9
- (en) Sharon Sliwinski, "The Childhood of Human Rights: The Kodak on the Congo", in: Journal of Visual Culture, vol. 5, nr. 3, 2006, blz. 333–63
- (en) Wayne Morrison, "A reflected gaze of humanity. Cultural criminology and images of genocide", in: Keith J. Hayward en Mike Presdee (reds.), Framing Crime. Cultural Criminology and the Image, Routledge, 2010, ISBN 0-203-88075-7 - Lees op Google Books
- (en) Robert M. Burroughs, Travel Writing and Atrocities. Eyewitness Accounts of Colonialism in the Congo, Angola, and the Putumayo, Routledge, New York, 2011, ISBN 0-203-84916-7 - Lees op Google Books
- (en) Kevin Grant, "Body and Souls: Evangelicalism and Human Rights in the Congo Reform Campaign, 1884-1913", in: A Civilised Savagery: Britain and the New Slaveries in Africa, 1884-1926, 2014